# Amiche in Arena
Amiche in Arena è una raccolta di Loredana Bertè pubblicata l'11 novembre 2016, a seguito del concerto Amiche in Arena del settembre 2016.

## Descrizione
Nel disco, come nel concerto, sono presenti, per la maggior parte, canzoni storiche e non di Loredana Bertè, eseguite in duetto con varie artiste, molte delle quali provenienti dall'antologia Amici non ne ho... ma amiche sì! della stessa Bertè.
Il disco ha raggiunto sia il disco d'oro che la prima posizione in classifica, tenendo questa per ben 7 settimane consecutive.. Il 14 aprile 2017 viene estratto il singolo corale Amici non ne ho. C'è anche un DVD che include il concerto completo del 19 settembre 2016 all'Arena di Verona.

## Concerto benefico
Il concerto benefico Amiche in Arena si è tenuto il 19 settembre 2016 presso l'Arena di Verona. Promosso da Loredana Bertè e prodotto da Fiorella Mannoia, l'evento ha visto la partecipazione di Elisa, Emma, Alessandra Amoroso, Fiorella Mannoia, Gianna Nannini, Noemi, Elodie, Paola Turci, Irene Grandi, Bianca Atzei, Irene Fornaciari, Aida Cooper, Antonella Lo Coco, Nina Zilli, Patty Pravo.
Il concerto ha raccolto oltre Euro 150 000, donati ai Centri Antiviolenza D.i.Re, per contrastate la violenza sulle donne.

## Tracce
Disco 1
1. Il mare d'inverno – (Loredana Bertè - Fiorella Mannoia)
2. America – Loredana Bertè - Gianna Nannini
3. Dedicato – (Loredana Bertè - Noemi)
4. Mi manchi – (Loredana Bertè - Patty Pravo)
5. Non sono una signora – (Loredana Bertè - Emma Marrone)
6. I maschi
7. Sally – (Fiorella Mannoia - Irene Grandi)
8. In viaggio – (Fiorella Mannoia - Alessandra Amoroso)
9. Luce – (Elisa - Irene Fornaciari)
10. E la luna bussò – (Loredana Bertè - Noemi - Elisa)
11. La goccia – (Loredana Bertè - Nina Zilli)
12. Buongiorno anche a te – (Loredana Bertè - Irene Grandi)
13. Sei bellissima – (Loredana Bertè - Alessandra Amoroso)
14. L'anima vola – (Elisa - Emma Marrone)
15. La bambola – (Patty Pravo - Nina Zilli)
16. Prima di partire per un lungo viaggio – (Irene Grandi - Fiorella Mannoia)

Disco 2
1. Cosi ti scrivo – (Loredana Bertè - Bianca Atzei)
2. Folle città – (Loredana Bertè - Antonella Lo Coco)
3. Ma quale musica leggera – (Loredana Bertè - Aida Cooper)
4. Stiamo come stiamo – (Loredana Bertè - Elodie)
5. Luna – (Loredana Bertè - Paola Turci)
6. Hallelujah – (Elisa - Paola Turci)
7. Io di te non ho paura – (Emma Marrone - Elodie)
8. L'amore si odia – (Fiorella Mannoia - Noemi)
9. Comunque andare – (Alessandra Amoroso - Elisa)
10. È andata così – (Loredana Bertè)
11. Padre davvero – (Loredana Bertè)
12. Ma il cielo è sempre più blu – (Loredana Bertè)
13. Almeno tu nell'universo – (Loredana Bertè - Elisa - Emma Marrone)
14. In alto mare – (Loredana Bertè - Fiorella Mannoia - Alessandra Amoroso)
15. Amici non ne ho – (corale)
16. Quello che le donne non dicono – (corale)